# Sandmühle (Wörnitz)
Sandmühle ist ein Wohnplatz der Gemeinde Wörnitz im Landkreis Ansbach (Mittelfranken, Bayern). Sandmühle liegt in der Gemarkung Wörnitz.

## Geografie
Die Einöde liegt am Ostufer der Wörnitz. 1,3 km nordöstlich erhebt sich der Kellerberg (534 m ü. NHN). Eine Gemeindeverbindungsstraße (Sandmühlstraße) führt nach Wörnitz (1 km nordwestlich) bzw. nach Mittelstetten (0,8 km östlich).

## Geschichte
Mit dem Gemeindeedikt (frühes 19. Jahrhundert) wurde Sandmühle dem Steuerdistrikt und der Ruralgemeinde Wörnitz zugewiesen.

### Einwohnerentwicklung
| Jahr      | 001818 | 001840 | 001861 | 001871 | 001885 | 001900 | 001925 | 001950 | 001961 | 001970 |
| Einwohner | 6      | 6      | 8      | 6      | 6      | *      | *      | *      | 5      | 4      |
| Häuser    | 1      | 1      |        |        | 1      | *      | *      | *      | 1      |        |
| Quelle    | [ 4 ]  | [ 5 ]  | [ 6 ]  | [ 7 ]  | [ 8 ]  | [ 9 ]  | [ 10 ] | [ 11 ] | [ 12 ] | [ 13 ] |

## Religion
Der Ort ist seit der Reformation evangelisch-lutherisch geprägt und bis heute nach St. Martin (Wörnitz) gepfarrt. Die Einwohner römisch-katholischer Konfession sind nach Kreuzerhöhung (Schillingsfürst) gepfarrt.